# Recoil
Recoil è il progetto solista intrapreso a metà degli anni ottanta da Alan Wilder, membro dei Depeche Mode dal 1982 al 1995.

## Storia del gruppo
Dopo tanti anni passati in studio a registrare e programmare nuovi suoni, Alan decise di rendere "reali" tante sue idee bizzarre e innovative, idee fatte dell'elettronica più sperimentale possibile al tempo. Il primo lavoro, dal nome 1+2, vide la luce nel 1986 e presentava i primi accenni di quello che diventò un vero e proprio movimento musicale, ovvero la Musica ambientale, condita e farcita dall'elettronica minimalista, vero e proprio amore di Wilder da sempre.
Nel 1988 uscì l'album Hydrology, una vera e propria evoluzione sonora dell'album d'esordio. Nel 1992 dopo aver contribuito ad uno dei più grandi album di sempre targato Depeche Mode, Violator, uscì come Recoil l'album Bloodline che a differenza dei precedenti più acerbi, presenta melodie e ritmi molto vicini alla Electronic Body Music più radicale. Nel 1995 dopo l'uscita di Songs of Faith and Devotion e la fine del Tour Devotional che massacrò dal punto di vista fisico e mentale la band, Alan lasciò i Depeche Mode giustificando la sua scelta come un mancato riconoscimento del lavoro svolto durante la sua permanenza all'interno della band stessa. A questo punto Alan ha potuto dedicare tutto il suo tempo esclusivamente ai suoi maggiori interessi: la famiglia e la musica elettronica ed è in questo periodo, in contemporanea all'uscita del nuovo lavoro targato Depeche Mode senza di lui (Ultra), che vede la luce l'album Unsound Methods (1997), preceduto dal singolo Drifting, un album frutto dell'esperienza musicale fatta da Alan al cospetto dei Depeche Mode: una maturità acquisita che si fonde con le stupende voci di interpreti come Douglas McCarthy, cantante nei Nitzer Ebb, e la cantante gospel Hildia Campbell, già corista dei Depeche Mode nel Tour Devotional.
Nel 2000, a distanza di tre anni dal lavoro precedente, esce un nuovo album intitolato Liquid, dominato da atmosfere cupe e introspettive e da una elettronica sopraffina, fatta di classe e tecnica ai massimi livelli espressivi, coadiuvata tra le altre dalla splendida voce di Diamanda Galás.

## Discografia

### Album in studio
- 1986 – 1+2
- 1988 – Hydrology
- 1992 – Bloodline
- 1997 – Unsound Methods
- 2000 – Liquid
- 2007 – SubHuman

### Raccolte
- 2009 – Selected

### Singoli
- 1992 – Faith Healer
- 1997 – Drifting
- 1998 – Stalker/Missing Piece
- 2000 – Strange Hours
- 2000 – Jezebel
- 2007 – Prey